# Kooilust
Kooilust is een natuurgebied en vroegere eendenkooi in de wijk Boomstede in Maarssenbroek ten noordwesten van de stad Utrecht. De kooi is sinds 2000 eigendom van Het Utrechts Landschap. Het gebied heeft een oppervlakte van zeven hectare en ligt tussen de bebouwing van Maarssenbroek en de A2.
Het gebied bestaat uit twee delen, de eendenkooi en wijkpark Boomstede. De eendenkooi is na de buitengebruikstelling in circa 1950 sterk bebost geraakt. Hij wordt geheel omringd door water en is daardoor ontoegankelijk voor het publiek. Park Boomstede is wel toegankelijk en voorzien van paden en bruggen zodat er overal gewandeld kan worden.
Kooilust is gelegen in de komgronden van de Vecht, die bestaan uit rivierklei doordat ze vroeger regelmatig door de rivier werden overstroomd.

## Geschiedenis
Rond het begin van de jaartelling was het gebied moeras maar door het afzetten van zand en klei vanuit de rivier werd de bodem in de loop van eeuwen steeds voedselrijker. Tot in de middeleeuwen waren er geen menselijke activiteiten.
In het jaar 1122 werd de Rijn afgedamd. Vervolgens kwam er een dijk ter plaatse van het huidige Maarssenbroek. Het gebied was tot dan toe moeilijk te bereiken, maar na de aanleg van de dijk werd het mogelijk de grond agrarisch in gebruik te nemen.
De eendenkooi wordt voor het eerst vermeld in 1778. Hij had toen drie vangpijpen, sloten waardoor eenden naar een centrale plek gelokt werden. Hier kon de kooiker de eenden gemakkelijk vangen om ze vervolgens als voedsel te verkopen. Deze eenden hadden als voordeel dat ze vrij waren van de loden hagelkorrels waarmee jagers op waterwild schoten. In 1832 werd de eendenkooi uitgebreid met een vierde vangpijp. De kooi is tot 1952 in gebruik geweest voor de vangst van eenden. De aangrenzende boerderij Kooilust is in 1972 gesloopt met de komst van Maarssenbroek als nieuwbouwwijk.
Na de buitengebruikstelling groeide door verlanding de kooiplas dicht en de vangpijpen verdwenen. Vanaf de jaren zestig ontwikkelde zich in het nog steeds waterrijke gebied spontaan een gevarieerd bos met onder andere els en wilg. De voedselrijke bodem zorgde voor veel ondergroei en hoge bomen.
Rond het jaar 2000 werden delen van de eendenkooi hersteld. Sindsdien werden door kleinschalige ingrepen de natuurwaarden van het gebied behouden en versterkt. Daarnaast zijn er baggerwerkzaamheden verricht.

## Ecologie

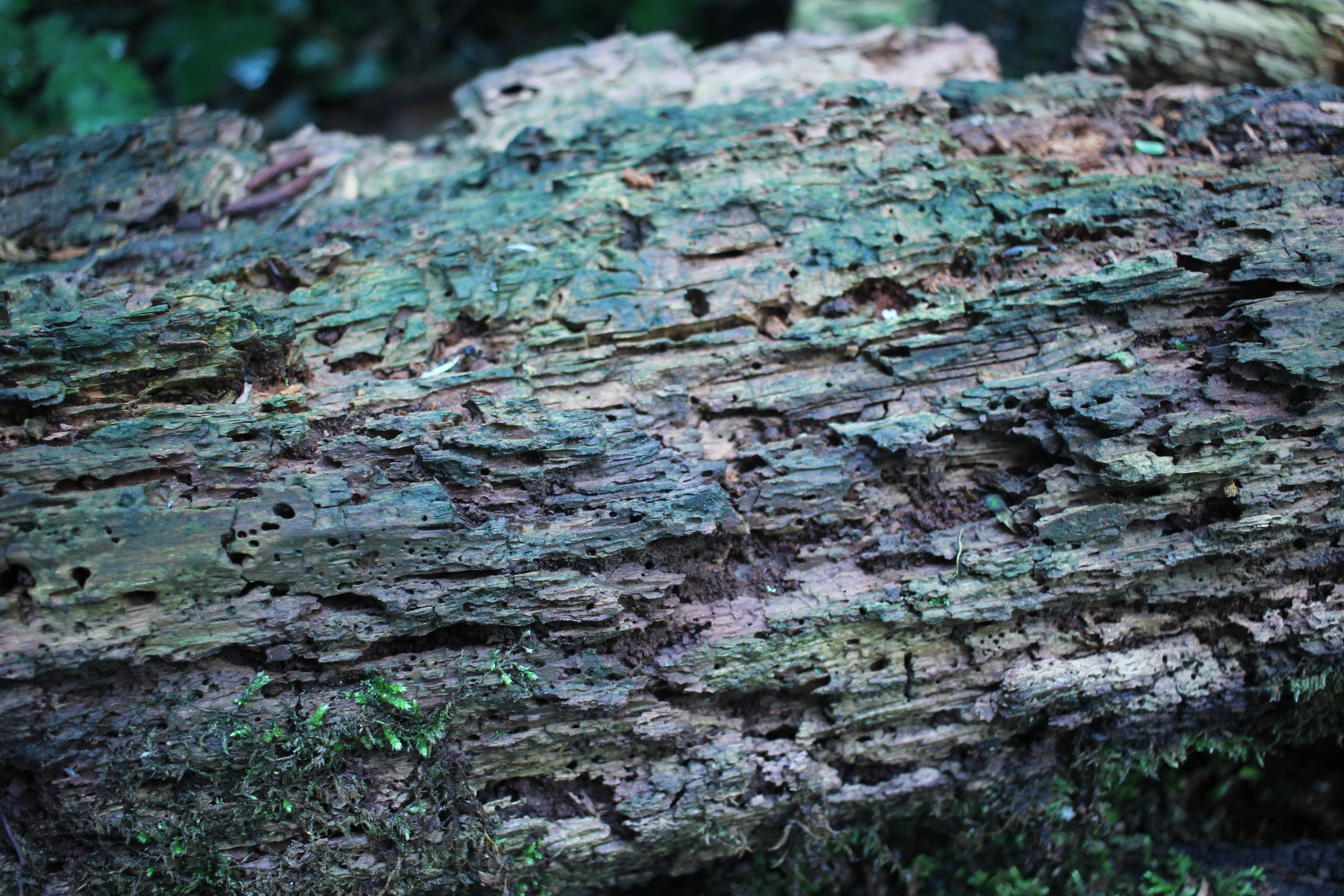
Dood hout trekt insecten aan

De vruchtbare en vochtige grond is dicht begroeid, behalve els en wilg staat er es, eik, populier en lijsterbes. Er ligt veel dood biologisch materiaal op de bodem waarvan insecten en andere dieren profiteren. De biodiversiteit neemt toe. De essentaksterfte zal het karakter van het gebied mogelijk veranderen. Op open plekken die er door ontstaan kan de begroeiing een nieuwe aanvang maken.

## Beheer
Een deel van het beheer van het gebied gebeurt door vrijwilligers. Het is er vooral op gericht het parkgedeelte toegankelijk te houden voor wandelaars. De wandelpaden worden begaanbaar en veilig gehouden. Er worden bijvoorbeeld houtsnippers gestrooid en te sterk toenemende vegetatie wordt gesnoeid. Snoeien en kappen vindt vooral in de wintermaanden plaats.
De eendenkooi blijft moeilijk toegankelijk en wordt zoveel mogelijk met rust gelaten. Het Utrechts Landschap is na het jaar 2000 voortgegaan met een terughoudend beheer. Anno 2018 is wel een nieuw beheerplan nodig vanwege de essentaksterfte.

## Fauna

### Vogels
Kooilust is een broedplaats voor veel vogels. De reden hiervoor is dat in het gebied van de eendenkooi de kans op verstoring gering is, en ook de rest van het bos is beschut en rustig. De wilde eend is nog steeds duidelijk aanwezig. Daarnaast zijn er veel andere watergebonden vogels zoals meerkoet, waterhoen, ijsvogel, aalscholver en blauwe reiger. Andere vogelsoorten zijn onder andere grote bonte specht, gaai, roodborst en staartmees. Ook worden er roofvogels gesignaleerd, vooral de buizerd is een regelmatige bezoeker.

### Libellen en vlinders
Tien jaar lang is bijgehouden welke libellen en vlinders er in het gebied voorkomen. Er zijn ongeveer 20 libellensoorten en 15 vlindersoorten gevonden. Vuurjuffer, houtpantserjuffer en variabele waterjuffer zijn veel voorkomende libellensoorten. Bont zandoogje, gehakkelde aurelia en dagpauwoog zijn de meest getelde vlinders.
Amerongse Bos
· Amerongse Bovenpolder
· Landgoed Beerschoten
· Beukenburg
· Biltse Duinen
· Birkhoven
· Blauwe Kamer
· Blikkenburg
· Bloeidaal
· Bornia
· Bosch en Duin
· Breeveen
· Broekerbos
· Buitenplaatsen Driebergseweg
· Dartheide
· Elster Buitenwaarden
· Grebbeberg
· Heidestein
· Hoge Ginkel
· Hooge Kampse Plas
· Hoog Moersbergen
· Houdringe
· Juliusput
· Kasteelbos Renswoude
· De Kievit
· Kooilust
· Kozakkenput
· De Krakeling
· Laarsenberg
· De Leyen
· Lockhorsterbos
· Lunenburgerwaard
· Maartensdijkse Bos
· Middelwaard
· Moersbergen
· Niënhof
· Noordhout
· Okkersbos
· Oostbroek
· Over-Holland
· Palmerswaard
· De Paltz
· Panbos
· Plantage Willem III
· Pleinesbos
· De Pol
· Ridderoordse Bos
· Sandenburg
· Sandwijck
· De Schammer
· Stameren
· Landgoed Stoutenburg
· Viaanse Bos
· Viaanse polders en uiterwaarden
· Vikinghof
· Park Vliegbasis Soesterberg
· Vijverbos
· Vijverhof
· Voordorpse polder
· Willem Arntszbos
· Witte Hull
· De Woerd
· Wulperhorst
· Zeisterbos